# آل جولسون
آل جولسون (انگلیسی: Al Jolson؛ ح. ۲۶ مه ۱۸۸۶ – ۲۳ اکتبر ۱۹۵۰) هنرپیشه، کمدین و آوازخوان اهل ایالات متحده آمریکا بود. وی بین سال‌های ۱۹۰۴ تا ۱۹۵۰ میلادی فعالیت می‌کرد.
آل جولسون از اولین سوپراستارهای دنیای سرگرمی محسوب می‌شود؛ مدت‌ها قبل از اینکه حتی واژه سوپراستار در سینما رواج یابد، او در دهه ۱۹۲۰ به مدت یک دهه، بزرگترین سرگرمی‌ساز ایالات متحده به‌شمار می‌آمد.

## زندگی‌نامه
آل جولسون با نام اصلی آسا یولسون (به انگلیسی: Asa Yoelson) در سال ۱۸۸۶ در لیتوانی که در آن زمان بخشی از خاک امپراتوری روسیه به‌شمار می‌آمد متولد شد و در سن ۵ سالگی همراه با والدین یهودی خویش به ایالات متحده مهاجرت نمود.
او کار خویش را از سیرک‌ها و نمایش‌های کمدی عامیانه و واریته‌های نمایشی آغاز کرد و در مدت کمی تبدیل به سوپراستار شد. از مشخصه‌های کاری آل جولسون روی صحنه نمایش، سیاه کردن چهره همانند سیاهان و استفاده از سوت‌های ملودیک شبیه آواز پرندگان برای شیرین‌کاری یا فاصله گذاری در ترانه‌هایش بود. او سبک جدیدی از آواز خوانی پاپ در سینما به نام خودش ثبت کرد.
شاید معروفیت جولسون را در سبک‌هایی همچون پاپ، جاز، رگتایم و … تنها بتوان با معروفیت الویس پرسلی در راک اند رول مقایسه کرد. اکثر هنرپیشه، خواننده‌های بعدی مانند بینگ کرازبی، جودی گارلند، جری لوئیس و باب دیلن تحت تأثیر کارهای او قرار داشتند. تنها یکی از کارهای او در ایالات متحده (Sonny Boy)، بیش از ده میلیون کپی به فروش رسید.
آل جولسون را با نقشی که در اولین فیلم تمام ناطق سینما، خواننده جاز (۱۹۲۷)، ایفا کرد، می‌شناسند. در حالی که او بعد از این فیلم نیز، در یک سری فیلم‌های موزیکال موفق در سینما حضور بهم رسانید. فعالیت‌های بشردوستانه او نیز زبانزد بود. در طی جنگ جهانی دوم و جنگ کره، او تمام انرژی و وقت و سرمایه خود را وقف فعالیت‌های نوع دوستانه کرده بود.
در سال ۱۹۴۶ فیلم-زندگینامه او با نام جولسون دوباره آواز می‌خواند ساخته شد که در آن لری پارکس در نقش وی ظاهر گشت و ترانه‌های او را (با صدای اصلی آل) لب‌خوانی کرد. این فیلم در سه رشته نامزد جایزه اسکار شد.
از ترانه‌های مشهور او می‌توان به «برو به یکی بگو که باور کنه» اشاره کرد که در دوران جنگ جهانی اول اجرا شد و در آن ویلهلم دوم (قیصر آلمان و پادشاه پروس) به‌طور مستقیم مورد خطاب قرار گرفت.
آل جولسون در ۱۹۵۰ در سان فرانسیسکو درگذشت.

## گزیده فیلم‌شناسی
- خواننده جاز (۱۹۲۷)
- احمق آوازخوان (۱۹۲۸)
- آن را با آواز بگو (۱۹۲۹)
- شب‌های نیویورک (۱۹۲۹)
- دختر نمایش در هالیوود (۱۹۳۰)
- پسر بزرگ (۱۹۳۰)
- کودک آوازخوان (۱۹۳۶)
- گل سرخ میدان واشینگتن (۱۹۳۹)
- رودخانهٔ سوئینی (۱۹۳۹)
- ماجرای پرشور هالیوود (۱۹۳۹)
- ویلسون (۱۹۴۴)
- داستان جولسون (۱۹۴۶، صدا)
- آه ای عروسک زیبا (۱۹۴۹، صدا)